# Campionato europeo femminile under 19 di pallavolo 1969
Il Campionato europeo femminile under 19 di pallavolo 1969 si è svolto dal 27 settembre al 5 ottobre 1969 a Riga, nell'Unione Sovietica. Al torneo hanno partecipato 12 squadre nazionali europee e la vittoria finale è andata per la seconda volta consecutiva all'Unione Sovietica.

## Gironi
Dopo la prima fase a gironi, le prime due classificate hanno acceduto al girone per il primo posto, conservando il risultato dello scontro diretto; le ultime due classificate hanno acceduto al girone per il settimo posto, conservando il risultato dello scontro diretto.
| Girone A                                 | Girone B                               | Girone C                                      |
| ---------------------------------------- | -------------------------------------- | --------------------------------------------- |
| Italia Romania Ungheria Unione Sovietica | Belgio Germania Est Jugoslavia Polonia | Bulgaria Rep. Ceca Germania Ovest Paesi Bassi |

## Classifica finale
| Classifica | Squadre          |
| ---------- | ---------------- |
|            | Unione Sovietica |
|            | Bulgaria         |
|            | Polonia          |
| 4          | Cecoslovacchia   |
| 5          | Germania Est     |
| 6          | Ungheria         |
| 7          | Romania          |
| 8          | Paesi Bassi      |
| 9          | Italia           |
| 10         | Jugoslavia       |
| 11         | Germania Ovest   |
| 12         | Belgio           |